# Cyptonychia candidarius
Cyptonychia candidarius là một loài bướm đêm trong họ Noctuidae.